# Lakemoor (Illinois)
Lakemoor es una villa ubicada en el condado de McHenry en el estado estadounidense de Illinois. En el Censo de 2010 tenía una población de 6017 habitantes y una densidad poblacional de 442,43 personas por km².

## Geografía
Lakemoor se encuentra ubicada en las coordenadas 42°20′23″N 88°12′10″O / 42.33972, -88.20278. Según la Oficina del Censo de los Estados Unidos, Lakemoor tiene una superficie total de 13.6 km², de la cual 12.97 km² corresponden a tierra firme y (4.63%) 0.63 km² es agua.

## Demografía
Según el censo de 2010, había 6017 personas residiendo en Lakemoor. La densidad de población era de 442,43 hab./km². De los 6017 habitantes, Lakemoor estaba compuesto por el 87.62% blancos, el 1.98% eran afroamericanos, el 0.32% eran amerindios, el 3.31% eran asiáticos, el 0.02% eran isleños del Pacífico, el 5% eran de otras razas y el 1.76% pertenecían a dos o más razas. Del total de la población el 13.13% eran hispanos o latinos de cualquier raza.